# Znojemské vinobraní

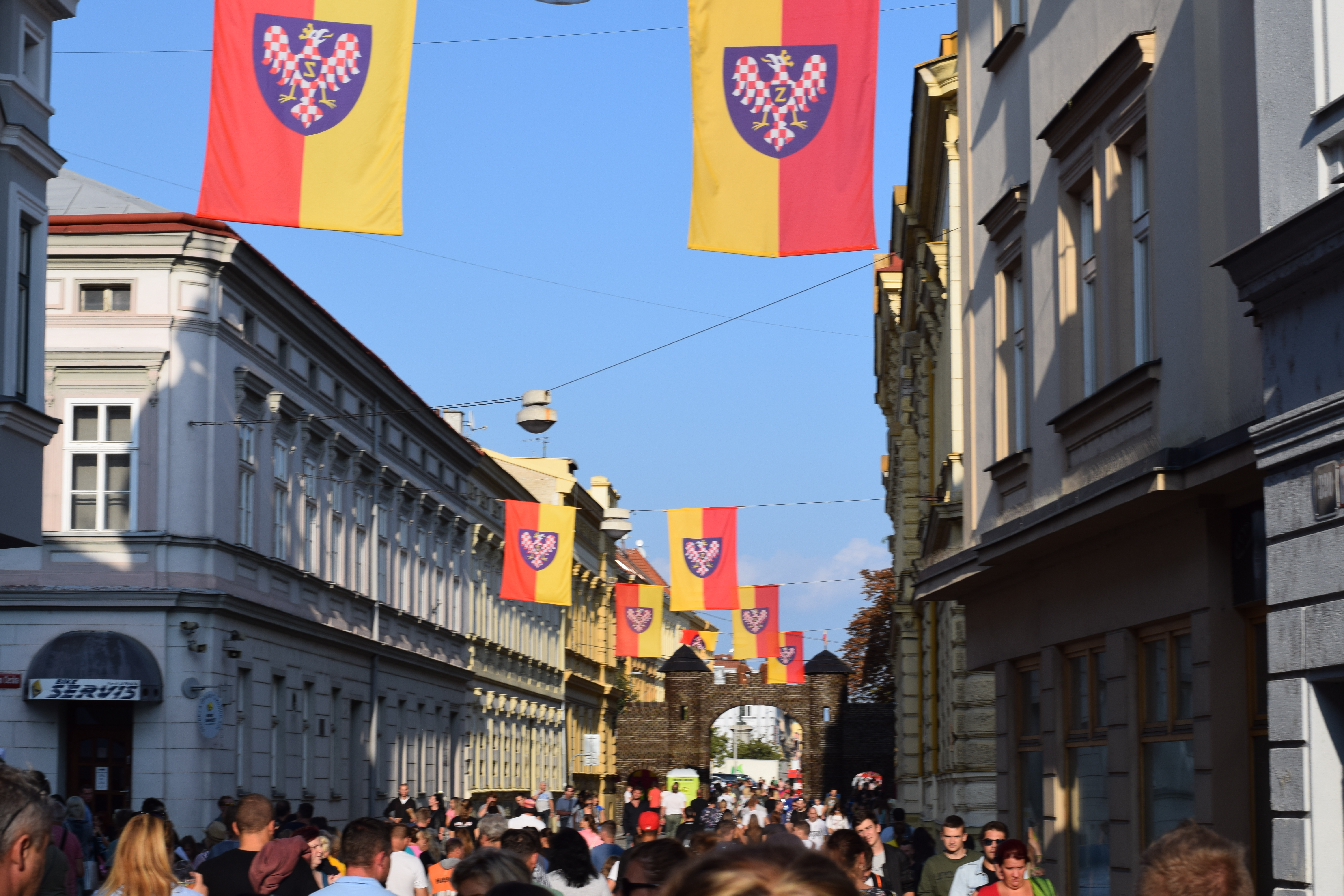
Fotografie průvodu lidí na Znojemske vinobraní (2018)

Znojemské vinobraní, nebo Znojemské historické vinobraní, je každoroční kulturní slavnost vinobraní ve městě Znojmo v okrese Znojmo (Jihomoravský kraj, pohoří Znojemská pahorkatina).

## Další informace
Znojemské vinobraní je spojené s prodejem burčáku, vína a dalších produktů a s četnými kulturními atrakcemi po celém městě. Vinobraní se pravidelně účastní i více než 80 tisíc návštěvníků. Zakladatelem prvního Znojemského historického vinobraní byl v roce 1966 František Koukal, který je také čestným občanem města Znojma. Městská slavnost si připomíná historickou událost – návštěvu českého krále Jana Lucemburského, který do Znojma přijel v roce 1327. Údajně se přijel zapít zdařilé státnické jednání ve slezské Vratislavi a Znojmo pro něj nachystalo bohatý program. Bohatý program má také Znojemské vinobraní, které se stalo tradicí v letech 1966–1974, kdy bylo přerušeno tehdejším komunistickým režimem. K obnovení tradice došlo až v roce 1990. Vrcholem kulturního programu je průvod krále Jana Lucemburského s jeho chotí a dvořany.

## Organizátor
Znojemské historické vinobraní organizuje Znojemská beseda.

## Historie
Historie vinobraní se datuje do roku 1966, kdy proběhl první ročník. Autorem a zakladatelem vinobraní byl scenárista František Koukal.

## Seznam všech účinkujících kapel a zpěváků na vinobraní v roce 2023
- Ondřej Havelka
- Pokáč
- Dalibor Janda
- Katarína Knechtová
- Aneta Langerová
- Josef Mikolas
- Harafica - cimbálová muzika
- Bert and Friends
- Queenie
- Vojenský umělecký soubor Ondráš   [6]

## Zajímavosti
- První ročník se konal v roce 1966.
- V roce 2024 proběhl 40. ročník vinobraní